# Hyphen (fanzine)
Hyphen fue un fanzine de ciencia ficción irlandés publicado entre 1952 y 1965 por Walt Willis en colaboración con James White, Bob Shaw y varios otros —Chuck Harris, Vincent Clarke, Arthur Thomson, Ian McAuley y Madeleine Willis—; el lanzamiento de la revista ocurrió tras la decisión de Willis de cerrar su primer fanzine, Slant. 
Durante ese período publicaron 36 números, uno de los cuales incluyó un Suplemento Literario por separado; adicionalmente, un número 37 fue creado por los Willis en 1987 para celebrar el 40.º aniversario del fandom irlandés de ciencia ficción.
La publicación recibió una nominación para el Premio Hugo al mejor fanzine en 1957 y 1959, y para el «Hugo retro» de 1954; además, en 1958 Willis recibió el Premio Hugo al Actifan Excepcional, que reemplazó la categoría de mejor fanzine en dicho año.
La revista se considera como uno de los fanzines fundamentales de su época por el humor e ingenio aportados por autores como Willis e ilustradores como Thomson, más conocido como ATom, e incluyó ensayos de escritores aficionados, además de contenido principalmente elaborado por Shaw, Willis y White, y artículos críticos de autores reconocidos como Damon Knight.